# Windows Image Acquisition
 (septembre 2020).
Si vous disposez d'ouvrages ou d'articles de référence ou si vous connaissez des sites web de qualité traitant du thème abordé ici, merci de compléter l'article en donnant les références utiles à sa vérifiabilité et en les liant à la section « Notes et références ».
Windows Image Acquisition (WIA) est un modèle de pilote et une API pour Microsoft Windows permettant aux applications de numériser des images provenant de périphériques d'acquisition tels qu'un scanneur, un appareil photographique numérique ou une caméra numérique. Introduit avec Windows Me, WIA 1.0 succède à l'API Twain disponible sous Windows 95, Windows 98 et Windows 2000.
Une couche de compatibilité permet aux applications écrites pour l'API Twain d'accéder aux périphériques WIA avec néanmoins une perte de fonctionnalité, notamment l'impossibilité d'outrepasser l'interface utilisateur graphique pour l'acquisition d'une image.
La version 2.0 de WIA, introduite sous Windows Vista rajouta le push-scanning, c'est-à-dire la possibilité d'initier l'acquisition de l'image à partir du scanneur lui-même.
L'API WIA permet à une application l'énumération des périphériques connectés à la machine, l'identification des capacités et fonctionnalités de chaque périphérique, l'acquisition des images, la gestion de l'état du périphérique et d'événements initiés par le périphérique. L'initiation d'événements par le périphérique permet d'intégrer des boutons standard sur le périphérique : simple acquisition de l'image, acquisition avec reconnaissance optique de caractères, photocopie (acquisition + impression), fax, acquisition + attachement à un courriel.
Le support des dispositifs d'acquisition vidéo a été supprimé de WIA sous Windows Server 2003 et des appareils photo numériques sous Windows Vista, seuls les scanneurs étant encore supportés sous Windows Vista et supérieur. La technologie Windows Portable Devices (WPD) introduite sous Windows XP pour les appareils photo numériques, et DirectShow pour les dispositifs d'acquisition vidéo se substituent à WIA pour ces périphériques. Sous Windows 8, des événements supplémentaires ont été ajoutés, tels que l'ouverture et la fermeture du scanneur ou la détection d'un bac papier vide.